# Garciotún
Garciotún är en ort i Spanien.   Den ligger i provinsen Toledo och regionen Kastilien-La Mancha, i den centrala delen av landet, 90 km väster om huvudstaden Madrid. Garciotún ligger 465 meter över havet och antalet invånare är 156.
Terrängen runt Garciotún är platt åt sydost, men åt nordväst är den kuperad.Runt Garciotún är det glesbefolkat, med 18 invånare per kvadratkilometer. Närmaste större samhälle är Castillo de Bayuela, 3,3 km väster om Garciotún. Trakten runt Garciotún består till största delen av jordbruksmark.